# 上海市松江一中
上海市松江一中（英語：Shanghai Songjiang No.1 High School），是位于上海市松江区的一所市实验性示范性高中，其前身是创立于1904年的松江府中学堂。
該校學生宿舍區和教學區因歷史問題分離，而使得其較爲開放。
2009年6月以前，茸一中学在该校校园内开设高中部，最后一届茸一高中部学生於当年毕业。
该校从2010年下半年起开设新疆班，有栋独立的新疆部生活楼。

## 傳統

### 历史
松江一中是由两支主要源流汇聚而成：一支的源头可追溯到1904年创办的松江府中学堂（在此之前是云间书院），其历经嬗变，到1950年成为江苏省立松江高级化学科职业学校（校址在现今学生生活区）；另一支的源头是1924年创办的私立江春初级中学，其历经变迁，到1950年成为松江县立中学（校址即现今教学区）。
1950年，经苏南行政公署文教处批准，将江苏省立松江高级化学科职业学校和松江县立中学合并，成立苏南公立松江中学。1950年夏，学校更名为江苏省松江县中学，1952年更名为江苏省松江县第一中学，1958年更名为上海市松江县第一中学，1998年更名为上海市松江区第一中学，2004年定名为上海市松江一中。 

## 校训
谨慎养德，刻苦治学。

## 社团活动

### 活動
- 一二·九火炬跑[8]（每三年一次[來源請求]）
- 紅五月（班班有歌聲等[來源請求]）
- 秋季運動會（每年一次，兩日，全校學生進行[來源請求]）
- 春季運動會（每年一次，一日，除高三[來源請求]）

### 社团
- 拙金篆刻社
  - 姊妹社团：上海应用技术学院拙金社[9]

## 姊妹学校
- 韩国光明高等学校（朝鲜语：광명고등학교 (경기)）[10][11]

## 建筑

### 逸夫楼
该校逸夫楼为邵逸夫先生捐献部分资金加以投入政府部分国债资金建设而成。2002年工程启动，2003年7月2日举行落成典礼。原建筑面积近3500平方米，为学校的信息大楼。2010年为开办新疆内高班改建为新疆部生活楼。

## 臨近設施
- 嶽廟·廟前街
- 軌交九號線醉白池站
- 醉白池
- 松江二中
- 立達中學
- 松江六中